# Тера хелада
Тера хелада (на английски: Tierra helada) е поясът на високопланински ливади. Те растат на височина от 3800 до 4500 m. Средните годишни температури са +8 – +4 °C. Духат силни ветрове, през нощта температурите падат под нулата. Валежите са 1000 mm годишно. Изпарението е голямо.